# Sphingonotus taolensis
Sphingonotus taolensis är en insektsart som beskrevs av Zheng, Z. 1992. Sphingonotus taolensis ingår i släktet Sphingonotus och familjen gräshoppor. Inga underarter finns listade i Catalogue of Life.